# Achavanich
Achavanich (auch Achkinloch – schottisch-gälisch Achadh a’ Mhanaich) ist eine U-förmige (engl. horseshoe-shaped) Steinsetzung, etwa sieben Kilometer nördlich von Latheron nahe dem See „Loch Stemster“ in Caithness in Schottland.
Es gibt heute 36 sichtbare Steine. Einzelne sind kaum mehr als einen Meter hoch. Es kann angenommen werden, erkennbar an der Verwitterung der erhaltenen Steine, dass viele einst wesentlich höher waren. Die ursprüngliche Anzahl kann etwa 54 betragen haben. Die Achse der Anlage ist SSE-NNW orientiert. Die Wirkung der an einem flachen Hang in der Heide platzierten Anlage ist beabsichtigt. Ihr Erstelldatum ist unbekannt, aber es wird davon ausgegangen, dass sie aus der Bronzezeit stammt. Setzungen dieser Art sind in Großbritannien sehr selten. Mehr Beispiele sind aus der Bretagne bekannt.
Südlich von Latheron befand sich der als Stein von Latheron bekannte Cross-Slab. Am Acharole Hill wurde die Steinkiste von Cnoc Sgadain entdeckt.